# 斯努德湖

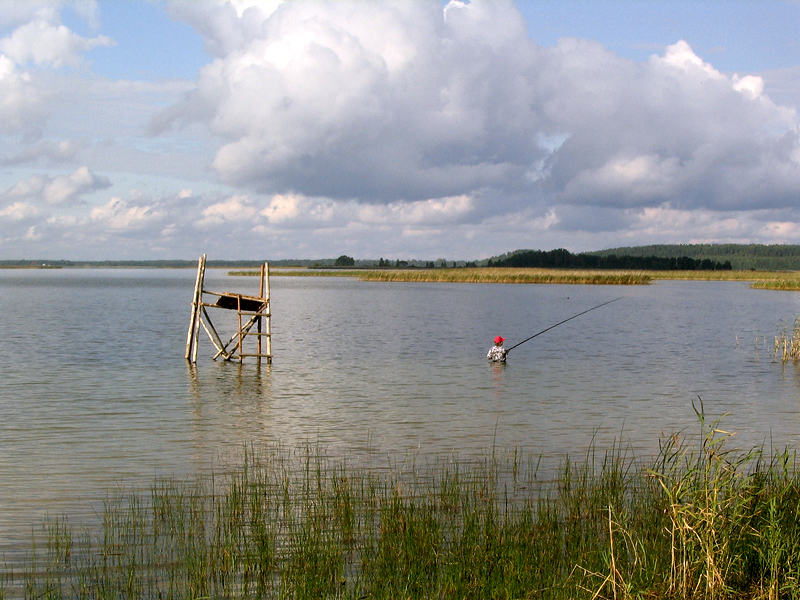
斯努德湖

斯努德湖（白俄羅斯語：Снуды）是白俄羅斯的湖泊，位於布拉斯拉夫以北10公里，由維捷布斯克州負責管轄，長8.8公里、寬4.9公里，面積22平方公里，集水區面積113平方公里，海拔高度130米，湖岸線長度34.4公里，平均水深4.9米，最大水深16.5米。

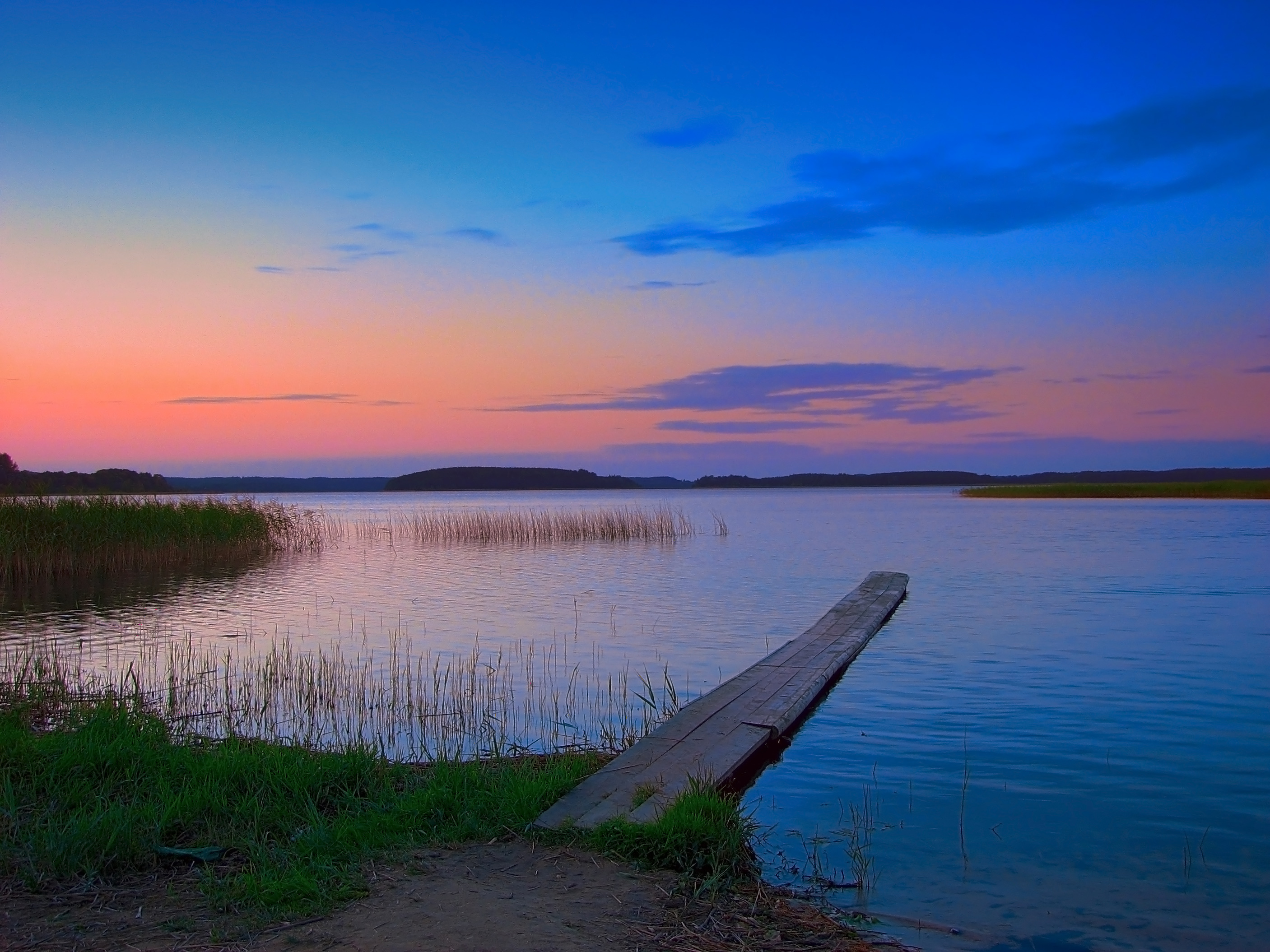
黃昏景致